# Garian
Garian, Gharyan o Gharian ( en árabe : غريان Ġaryān ) es una ciudad en el noroeste de Libia , en el distrito de Al Jabal al Gharbi. Antes de 2007 era la sede administrativa del Distrito de Garian. 
A unas 70 millas al sur de Trípoli, las laderas de las montañas de Garian se elevan abruptamente desde la llanura desértica a una altitud de más de 822 metros. El paisaje ofrece una imponente y magnífica vista. Una carretera llega hasta la cumbre y cuando se mira atrás se puede ver el camino tortuoso que discurre por entre las rocas, el sendero lleva hasta el pueblo de Garian. Garian es una de las mayores ciudades de la Sierra de Nefusa, una zona poblada por bereberes. En 2010, contaba con 38.740 habitantes.

## Historia
Garian estaba en las rutas comerciales, tanto hacia el sur hasta el Fezán, como hacia las montañas del Yebel Nefusa. En 1884 los otomanos habían establecido un ayuntamiento y un alcalde en Garian. Garian fue considerado el centro de la resistencia libia contra la invasión italiana de Libia, durante la Guerra ítalo-turca, a principios del siglo XX.

## Clima
| Parámetros climáticos promedio de Abu Zayyan (suburbio de Garian) | Parámetros climáticos promedio de Abu Zayyan (suburbio de Garian) | Parámetros climáticos promedio de Abu Zayyan (suburbio de Garian) | Parámetros climáticos promedio de Abu Zayyan (suburbio de Garian) | Parámetros climáticos promedio de Abu Zayyan (suburbio de Garian) | Parámetros climáticos promedio de Abu Zayyan (suburbio de Garian) | Parámetros climáticos promedio de Abu Zayyan (suburbio de Garian) | Parámetros climáticos promedio de Abu Zayyan (suburbio de Garian) | Parámetros climáticos promedio de Abu Zayyan (suburbio de Garian) | Parámetros climáticos promedio de Abu Zayyan (suburbio de Garian) | Parámetros climáticos promedio de Abu Zayyan (suburbio de Garian) | Parámetros climáticos promedio de Abu Zayyan (suburbio de Garian) | Parámetros climáticos promedio de Abu Zayyan (suburbio de Garian) | Parámetros climáticos promedio de Abu Zayyan (suburbio de Garian) |
| Mes                                                               | Ene.                                                              | Feb.                                                              | Mar.                                                              | Abr.                                                              | May.                                                              | Jun.                                                              | Jul.                                                              | Ago.                                                              | Sep.                                                              | Oct.                                                              | Nov.                                                              | Dic.                                                              | Anual                                                             |
| ----------------------------------------------------------------- | ----------------------------------------------------------------- | ----------------------------------------------------------------- | ----------------------------------------------------------------- | ----------------------------------------------------------------- | ----------------------------------------------------------------- | ----------------------------------------------------------------- | ----------------------------------------------------------------- | ----------------------------------------------------------------- | ----------------------------------------------------------------- | ----------------------------------------------------------------- | ----------------------------------------------------------------- | ----------------------------------------------------------------- | ----------------------------------------------------------------- |
| Temp. máx. media (°C)                                             | 10.6                                                              | 13.9                                                              | 16.7                                                              | 21.7                                                              | 25.6                                                              | 30.6                                                              | 32.8                                                              | 32.8                                                              | 30                                                                | 25                                                                | 18.9                                                              | 12.8                                                              | 21.7                                                              |
| Temp. media (°C)                                                  | 7.8                                                               | 10                                                                | 12.8                                                              | 15.6                                                              | 20                                                                | 25                                                                | 25.6                                                              | 25.6                                                              | 23.9                                                              | 20                                                                | 15                                                                | 10                                                                | 17.6                                                              |
| Temp. mín. media (°C)                                             | 3.9                                                               | 5.6                                                               | 7.8                                                               | 10                                                                | 13.9                                                              | 17.8                                                              | 20                                                                | 20                                                                | 17.8                                                              | 15                                                                | 10                                                                | 5.6                                                               | 12.3                                                              |
| Precipitación total (mm)                                          | 68.6                                                              | 50.8                                                              | 48.3                                                              | 27.9                                                              | 5.1                                                               | 2.5                                                               | 0                                                                 | 0                                                                 | 15.2                                                              | 38.1                                                              | 38.1                                                              | 50.8                                                              | 345.4                                                             |
| Fuente: Weatherbase (en inglés)                                   |                                                                   |                                                                   |                                                                   |                                                                   |                                                                   |                                                                   |                                                                   |                                                                   |                                                                   |                                                                   |                                                                   |                                                                   |                                                                   |